# فرانسيسكو غوتيريش
فرانسيسكو غوتيريش (مواليد 7 سبتمبر 1954) هو سياسي شغل منصب رئيس جمهورية تيمور الشرقية منذ 2017 حتى 2022.